# Jarocin
Jarocin (niem. Kesselberg, Jarotschin) – miasto w środkowo-zachodniej Polsce, w województwie wielkopolskim, siedziba powiatu jarocińskiego i gminy Jarocin.
Według danych z 31 grudnia 2021 miasto liczyło 26 410 mieszkańców i zajmuje powierzchnię 22 km².

## Położenie
Jarocin leży na Nizinie Południowowielkopolskiej, na Wysoczyźnie Kaliskiej, około 46 km na północny zachód od Kalisza.
Pod względem historycznym położony jest w południowo-wschodniej części Wielkopolski, w Kaliskiem. Do II rozbioru Polski (1793) leżał w województwie kaliskim.

## Nazwa
Miasto ma metrykę średniowieczną i notowane jest od XIII wieku. W 1257 jako Iaroczino, 1324 de Iarocyno, 1391 Jaroczino, 1473 de Jaroczyn, 1481 Jarocino, 1510 Jaroczyn, in oppido Jaroczin, 1511–23 Jaroczyn, 1578 Jaroczyn, 1620 Jarociń, 1674 Jarocin, 1882 Jarocin, niem. Jarotschin.
Nazwa Jarocin pochodzi od nazwy osobowej Jarota z dodanym sufiksem -in. W latach 1283–1369 Jarocin występował także pod niemiecką nazwą Kesselberg.
W okresie porozbiorowym miasto było opisywane zarówno jako Kesselberg, jak i Jarotschin.

## Historia
Wykopaliska archeologiczne potwierdzają obecność na tutejszych ziemiach wędrujących grup zbieracko-łowieckich już przed 4500 rokiem p.n.e. Ślady pierwszego osadnictwa, związane ze społeczeństwami myśliwskimi i pasterskimi, datuje się na neolit (4500–1800 p.n.e.). W ciągu kolejnych tysiącleci w okolicy pojawiło się kilka grup wysoko rozwiniętej kultury łużyckiej, a później – kultury przeworskiej i wpływów rzymskich. Pierwsze odkrycia archeologiczne w mieście miały miejsce w drugiej połowie XIX wieku. Znaleziono w okolicy miasta średniowieczny skarb złożony z arabskich srebrnych ozdób oraz monet, które w 1879 opisał Władysław Jażdżewski w książce „O wykopaliskach jarocińskich” .

### Średniowiecze

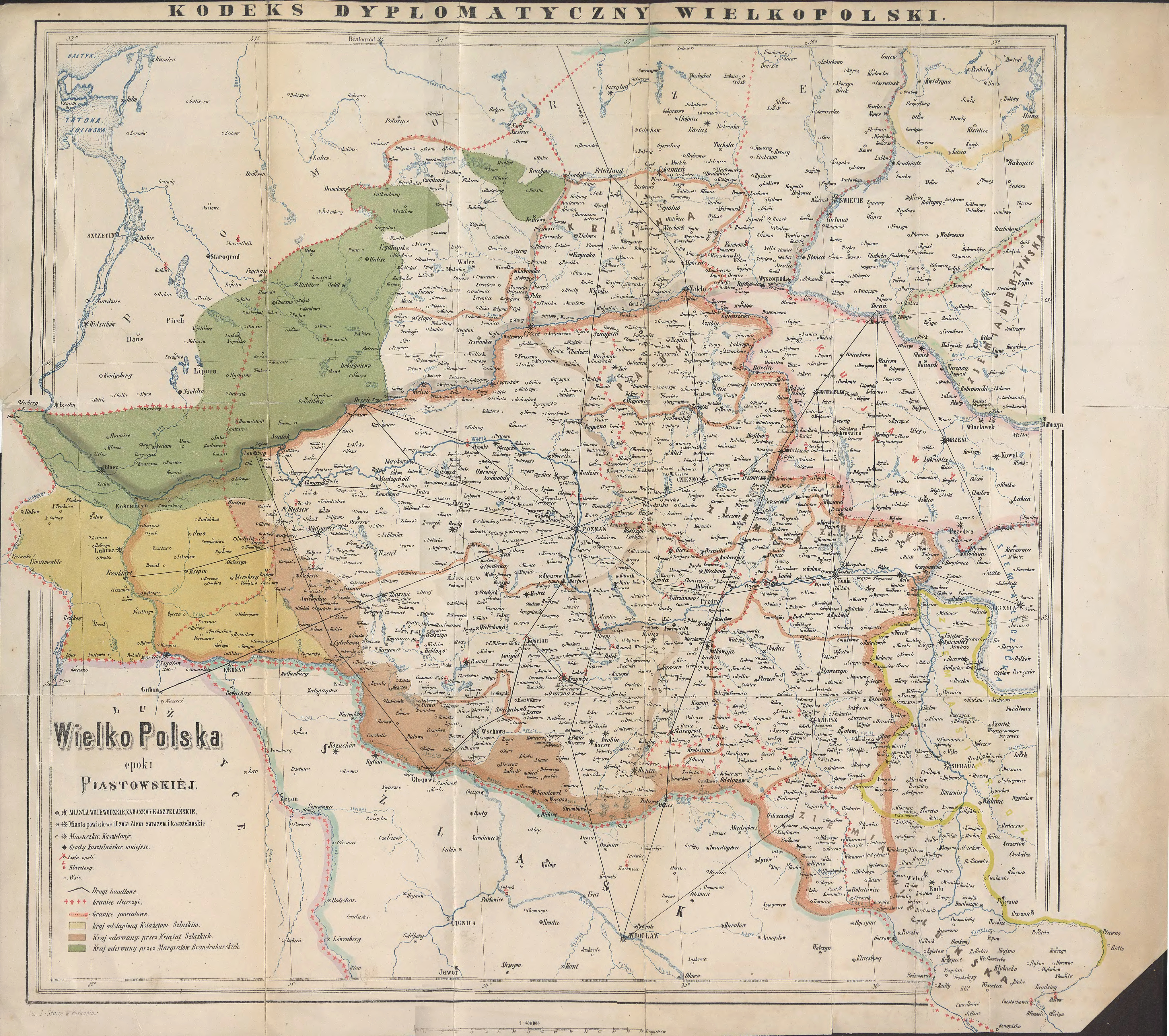
Jarocin na historycznej mapie Wielkopolski sporządzonej w 1888 roku według danych zaczerpniętych z Kodeksu dyplomatycznego

Prawdopodobnie już od wczesnego średniowiecza miejscowe osadnictwo podporządkowane było strukturze grodowej. Pierwsza wzmianka o Jarocinie pochodzi z dokumentu datowanego na rok 1257, nie jest on jednak uznawany za wiarygodny, bowiem zdania dotyczące Jarocina zostały w nim uzupełnione przez XIV-wiecznego fałszerza. Za najwcześniejsze potwierdzenie istnienia osady i jednocześnie posiadania przez nią statusu miasta przyjmuje się więc rzekomy dokument Przemysła II z 1283 – również sfałszowany, ale najprawdopodobniej niedługo po tej dacie, i w związku z tym wykazujący dobrą znajomość realiów Wielkopolski tego czasu. Na tej podstawie jako datę lokacji miasta przyjmuje się ostatnią ćwierć XIII wieku.
Przez długi czas miasto było jednym z ważniejszych ośrodków rzemieślniczo-handlowych Wielkopolski (na przełomie XIII i XIV wieku 8 jarmarków rocznie). O zamożności mieszkańców w tym okresie (XV wiek) świadczy liczba 23 studentów pobierających nauki w Krakowie. W XVI wieku dobra jarocińskie podzielone były na kilka części, których posiadaczami były różne wielkopolskie rody szlacheckie. Podupadł w XVII wieku po wojnach szwedzkich. W pierwszej połowie XVIII wieku miasto kupił pisarz grodzki kaliski Andrzej Radoliński z jarocińskiej linii Radolińskich.

### Zabory Polski

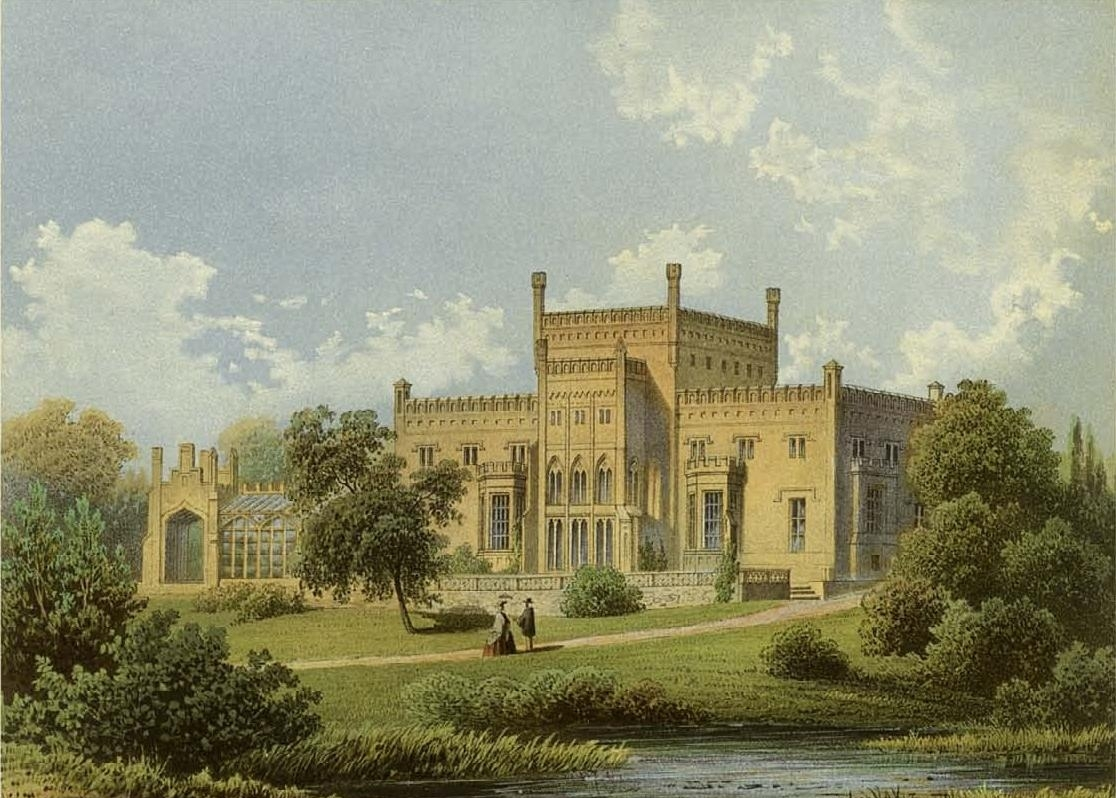
Pałac Radolińskich w Jarocinie w drugiej połowie XIX wieku

Wskutek II rozbioru Polski w 1793, miasto przeszło pod władanie Prus i jak cała Wielkopolska znalazło się w zaborze pruskim. Miasto wymienione zostało w powiecie pleszewskim w XIX-wiecznym Słowniku geograficznym Królestwa Polskiego. W 1871 w mieście stało 204 domów zamieszkanych przez 2210 mieszkańców, w tym 1455 katolików, 320 ewangelików i 435 wyznawców judaizmu. W 1875 liczba mieszkańców wzrosła do 2471.

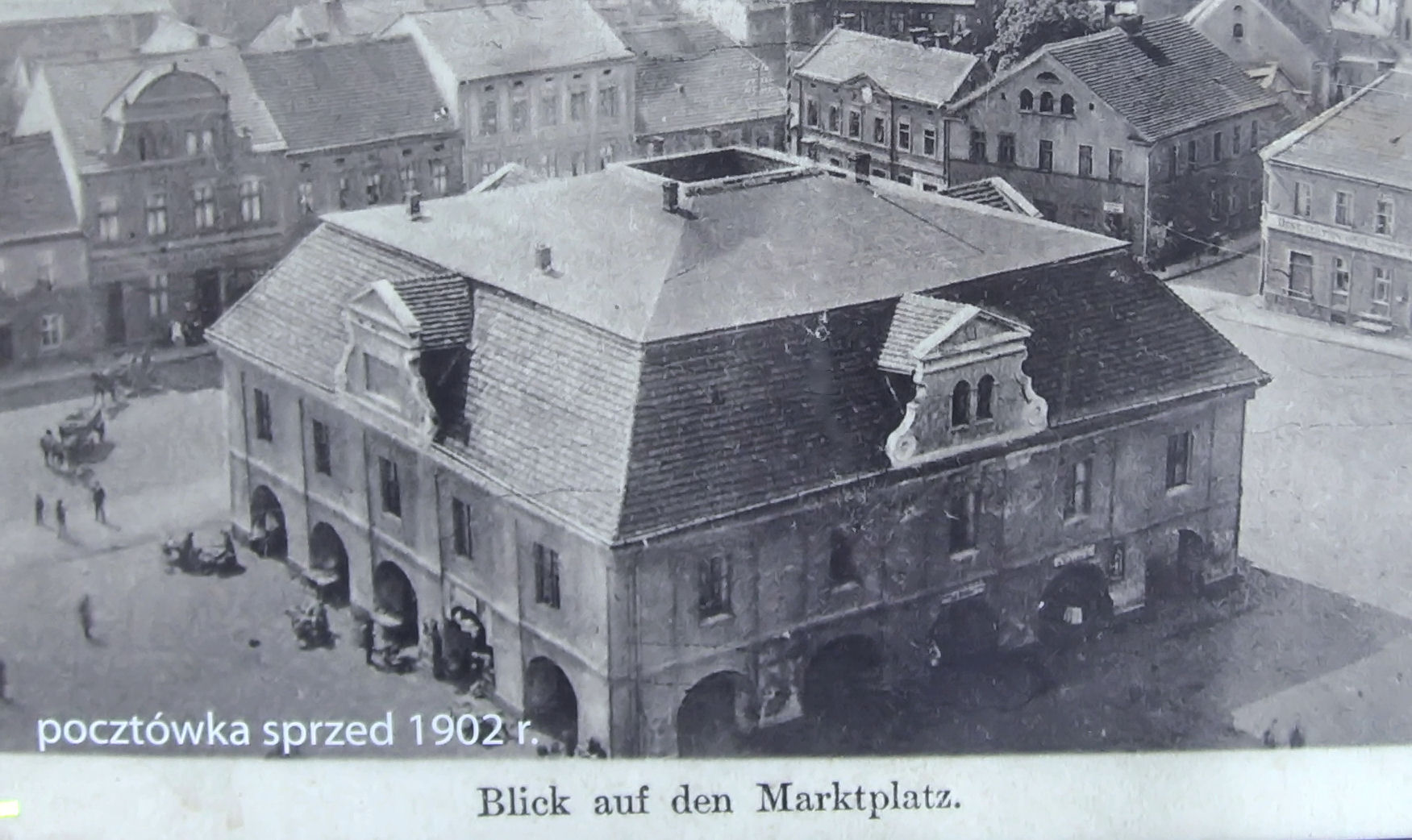
Rynek z ratuszem na pocztówce sprzed 1902 roku

W miejscowości znajdował się urząd poborowy, komisariat obwodowy, kościół katolicki i protestancki oraz synagoga. Pomimo istnienia szkoły elementarnej słownik notuje, że w mieście mieszkało również 561 analfabetów. Miasto posiadało urząd pocztowy trzeciej klasy ze stacją telegraficzną i poczthalterią oraz komisariat policji. Mieszkańcy trudnili się głównie rolnictwem. W mieście rozwijało się również rzemiosło. Liczną grupą rzemieślników byli szewcy i młynarze. W drugiej połowie XIX wieku w mieście odbywały się cztery jarmarki rocznie. W okolicy miasta funkcjonowały również dwie gorzelnie.
Miasto zaczęło szybciej się rozwijać po powstaniu węzła kolejowego na przełomie XIX i XX wieku. W Jarocinie krzyzowały się dwie koleje żelazne poznańsko-kluczborska z oleśnicko-gnieźnieńską. Miasto zyskało szybkie połączenie kolejowe z innymi wielkopolskimi miastami. Stacja jarocińska leżała 47 kilometrów od Ostrowa, 66 od Gniezna, 67 od Poznania, 92 od Kępna, 94 od Oleśnicy i 133 od Kluczborka.
27 grudnia 1918 wybuchło powstanie wielkopolskie. Powstańcy opanowali punkty strategiczne miasta: pocztę i dworzec kolejowy, uniemożliwiając ewentualne transporty wojsk niemieckich. Jarocin został ostatecznie przejęty przez oddziały polskie 1 stycznia 1919.

### II wojna światowa
W czasie II wojny światowej z miasta wysiedlono większość Polaków do Generalnego Gubernatorstwa, a w zamian sprowadzono Niemców w ramach akcji kolonizacyjnej Heim ins Reich.

### Od 1945
Jarocin został zajęty w styczniu 1945 roku przez radzieckie jednostki 33 armii 1 Frontu Białoruskiego. W walkach o miasto zginęło 56 żołnierzy Armii Czerwonej.
Przed 1975 i od 1999 siedziba powiatu jarocińskiego.
W latach 1975–1998 Jarocin administracyjnie należał do województwa kaliskiego, w którym był czwartym największym miastem pod względem liczby mieszkańców (21,5 tys. mieszk. w 1981). W tym czasie m.in. wybudowano Dom Kultury (1976), wybudowano nową fabrykę Jarocińskich Fabryk Mebli (1977), oddano do użytku obwodnicę (ul. Wojska Polskiego) w ciągu ówczesnej drogi krajowej nr 38 (Kalisz – Poznań) (1978), wybudowano nowy zakład produkcyjny (zakład nr 2) Jarocińskiej Fabryki Obrabiarek „Ponar-Jafo” (1982). Od 1970 odbywały się festiwale muzyki rockowej, kolejno Wielkopolskie Rytmy Młodych (1970–1979), Ogólnopolski Przegląd Muzyki Młodej Generacji (1980–1982), Festiwal Muzyków Rockowych (1983–1994).
15 lipca 2011 u zbiegu ulic Świętego Ducha i Wojska Polskiego odsłonięto pomnik glana, wykonany z żywic epoksydowych, o wysokości ponad 2 m.
6 stycznia 2012 około godziny 16:37 Jarocin nawiedziło trzęsienie ziemi o sile około 4 stopni w skali Richtera. Było to pierwsze odnotowane w tym rejonie trzęsienie ziemi.
W 2017 zlikwidowano Jarocińską Fabrykę Mebli (od 2007 zakład produkcyjny przedsiębiorstwa Paged), która działała od 1968.
1 stycznia 2018 obszar Jarocina zwiększył się o 44,33 ha przez włączenie do dotychczasowego obszaru miasta części obszaru obrębów ewidencyjnych Cielcza (42,78 ha) i Roszków (1,55 ha) z gminy Jarocin.

## Środowisko przyrodnicze

### Klimat
Najczęściej obserwowane wiatry pochodzą z sektora zachodniego (ok. 80%) z tendencją do wzrostu udziału wiatrów z kierunku południowo-zachodniego i dalej południowego. Siła wiatrów jest zmienna, przy czym najsilniejsze wiatry wieją z zachodu, w okresie półrocza zimowego.
Amplitudy temperatur są mniejsze od przeciętnych, wiosna i lato wczesne, natomiast zima jest krótka i łagodna. Region ten charakteryzuje się najniższymi opadami w Polsce, średnio wynoszące ok. 550 mm.

Średnia roczna temperatura powietrza osiąga +8,9 °C. W przebiegu rocznym najchłodniejszy jest styczeń, a najcieplejszy lipiec.
| Miesiąc                                                         | Sty  | Lut  | Mar  | Kwi  | Maj  | Cze  | Lip  | Sie  | Wrz  | Paź  | Lis | Gru  | Roczna |
| --------------------------------------------------------------- | ---- | ---- | ---- | ---- | ---- | ---- | ---- | ---- | ---- | ---- | --- | ---- | ------ |
| Średnie temperatury w dzień [°C]                                | -1.1 | 1.1  | 6.3  | 13.2 | 18.8 | 21.8 | 23.2 | 22.8 | 18.6 | 12.9 | 5.9 | 1.0  | 12,0   |
| Średnie dobowe temperatury [°C]                                 | -3.9 | -1.9 | 2.4  | 8.4  | 13.6 | 16.6 | 18.0 | 17.6 | 13.8 | 8.7  | 3.1 | -1.9 | 8,9    |
| Średnie temperatury w nocy [°C]                                 | -6.8 | -5.0 | -1.4 | 3.6  | 8.5  | 11.5 | 12.8 | 12.5 | 9.0  | 4.6  | 0.4 | -3.8 | 3,8    |
| Opady [mm]                                                      | 29   | 27   | 27   | 38   | 61   | 80   | 86   | 69   | 43   | 37   | 37  | 34   | 568    |
| Średnia liczba dni z opadami                                    | 6    | 6    | 6    | 6    | 9    | 10   | 10   | 8    | 8    | 6    | 8   | 8    | 91     |
| Źródło: https://www.meteovista.pl/Europa/Polska/Jarocin/4079868 |      |      |      |      |      |      |      |      |      |      |     |      |        |

### Lasy
- tzw. Zdrój, płn.-zachodnia strona miasta, liczne stare i pomnikowe drzewa,
- las przy szosie do Gostynia, dwa duże głazy narzutowe – „Kamienie Księcia Radolina”.
- tzw. Tumidaj, płd.-wschodnia strona miasta (przy drodze wylotowej na Ostrów), las mieszany
- las przy szosie do Roszkowa, las mieszany

### Parki i skwery
| Teren zieleni wzdłuż ulic: Do Zdroju, Wrzosowa, Maratońska i Św. Ducha                        |
| Skwer przy skrzyżowaniu ulic: Moniuszki i al. Niepodległości                                  |
| Skwer przy al. Niepodległości przy Szkole Podstawowej nr 2                                    |
| Skwer przy ul. ks. kard. S. Wyszyńskiego                                                      |
| Skwer przy ul. Św. Ducha (przy sklepie DINO)                                                  |
| Skwer przy skrzyżowaniu ulic: Św. Ducha i Żerkowskiej                                         |
| Rondo na ul. Sportowej                                                                        |
| Rondo im. Braci Kaniewskich przy ul. M. Skłodowskiej – Curie                                  |
| Łąka kwietna przy ul. Moniuszki                                                               |
| Rondo im. Prezydenta Lecha Kaczyńskiego przy ul. Powstańców Wielkopolskich i Wojska Polskiego |
| Skwery na os. 700 – lecia, przy ulicach: Harcerskiej, Śniadeckich oraz Żwirki i Wigury        |
| Park im. mjr. Zbigniewa hr. Ostroróg-Gorzeńskiego                                             |
| Skwer Pamięci przy ul. Wrocławskiej                                                           |
| Teren zieleni izolacyjnej wzdłuż ul. Zdzisława Skarżyńskiego                                  |

## Podział administracyjny
Miasto podzielone jest na 15 jednostek pomocniczych – 15 osiedli:
- Stare Miasto
- Tadeusza Kościuszki
- Mikołaja Kopernika
- Śródmieście
- Ciświca
- Tumidaj
- Bogusław
- 1000-lecia
- 700-lecia
- Glinki
- Ługi
- Wojska Polskiego
- Os. Konstytucji 3 Maja I
- Os. Konstytucji 3 Maja II
- Polna

## Demografia
Pod względem liczby ludności Jarocin jest na 14 miejscu w województwie wielkopolskim i 17 pod względem gęstości zaludnienia.
Dane z 31 grudnia 2021:
| Opis                              | Ogółem | Ogółem | Kobiety | Kobiety | Mężczyźni | Mężczyźni |
| --------------------------------- | ------ | ------ | ------- | ------- | --------- | --------- |
| Jednostka                         | osób   | %      | osób    | %       | osób      | %         |
| Populacja                         | 26 410 | 100    | 13 777  | 52,17   | 12 633    | 47,83     |
| Gęstość zaludnienia [mieszk./km²] | 1202,6 | 1202,6 | 627,4   | 627,4   | 575,2     | 575,2     |

## Rada miasta
- Przewodniczący Rady Miasta: Karolina Wielińska-Kuś
- I Wiceprzewodniczący Rady Miasta: Lechosława Dębska
- II Wiceprzewodniczący Rady Miasta: Paweł Adamkiewicz

| Ugrupowanie                   | Kadencja 2002–2006 | Kadencja 2006–2010 | Kadencja 2010–2014            | Kadencja 2014–2018 | Kadencja 2018–2023 |
| ----------------------------- | ------------------ | ------------------ | ----------------------------- | ------------------ | ------------------ |
| Sojusz Lewicy Demokratycznej  | 5 (SLD-UP)         | 1                  | 3                             | –                  | –                  |
| Samoobrona RP                 | 1                  | –                  | –                             | –                  | –                  |
| Polskie Stronnictwo Ludowe    | 2                  | –                  | 4                             | 3                  | –                  |
| KWW Katarzyny Szymkowiak      | –                  | –                  | –                             | –                  | 6                  |
| KWW Stanisława Martuzalskiego | –                  | –                  | 1 (Porozumienie Obywatelskie) | 2                  | –                  |
| Teraz Jarocin                 | 9                  | –                  | –                             | –                  | –                  |
| Jarocińskie Forum Gospodarcze | 1                  | –                  | –                             | –                  | –                  |
| Unia Wielkopolan              | 3                  | –                  | –                             | –                  | –                  |
| KWW Lidii Czechak             | –                  | –                  | 2                             | –                  | –                  |
| Prawo i Sprawiedliwość        | –                  | –                  | –                             | 1                  | 2                  |
| KWW Jarociniacy               | –                  | 5                  | –                             | –                  | –                  |
| KWW WS Ziemi Jarocińskiej     | –                  | 4                  | –                             | –                  | –                  |
| Ziemia Jarocińska             | –                  | 11                 | 11                            | 15                 | 13                 |

## Przynależność polityczno-administracyjna
| Okres      | Flaga      | Państwo                       | Jednostka administracyjna |
| ---------- | ---------- | ----------------------------- | ------------------------- |
| 1320–1569  | Polska     | Królestwo Polskie             | województwo kaliskie      |
| 1569–1793  | Polska     | Rzeczpospolita Obojga Narodów | województwo kaliskie      |
| 1793–1807  |            | Królestwo Prus                | departament poznański     |
| 1807–1815  | Polska     | Księstwo Warszawskie          | departament poznański     |
| 1815––1919 |            | Królestwo Prus                | rejencja poznańska        |
| 1919–1939  | Polska     | Rzeczpospolita Polska         | województwo poznańskie    |
| 1939–1945  | III Rzesza | III Rzesza Niemiecka          | Kraj Warty                |
| 1945–1952  | Polska     | Rzeczpospolita Polska         | województwo poznańskie    |
| 1952–1975  | Polska     | Polska Rzeczpospolita Ludowa  | województwo poznańskie    |
| 1975–1989  | Polska     | Polska Rzeczpospolita Ludowa  | województwo kaliskie      |
| 1989–1998  | Polska     | Rzeczpospolita Polska         | województwo kaliskie      |
| 1999–      | Polska     | Rzeczpospolita Polska         | województwo wielkopolskie |

## Zabytki

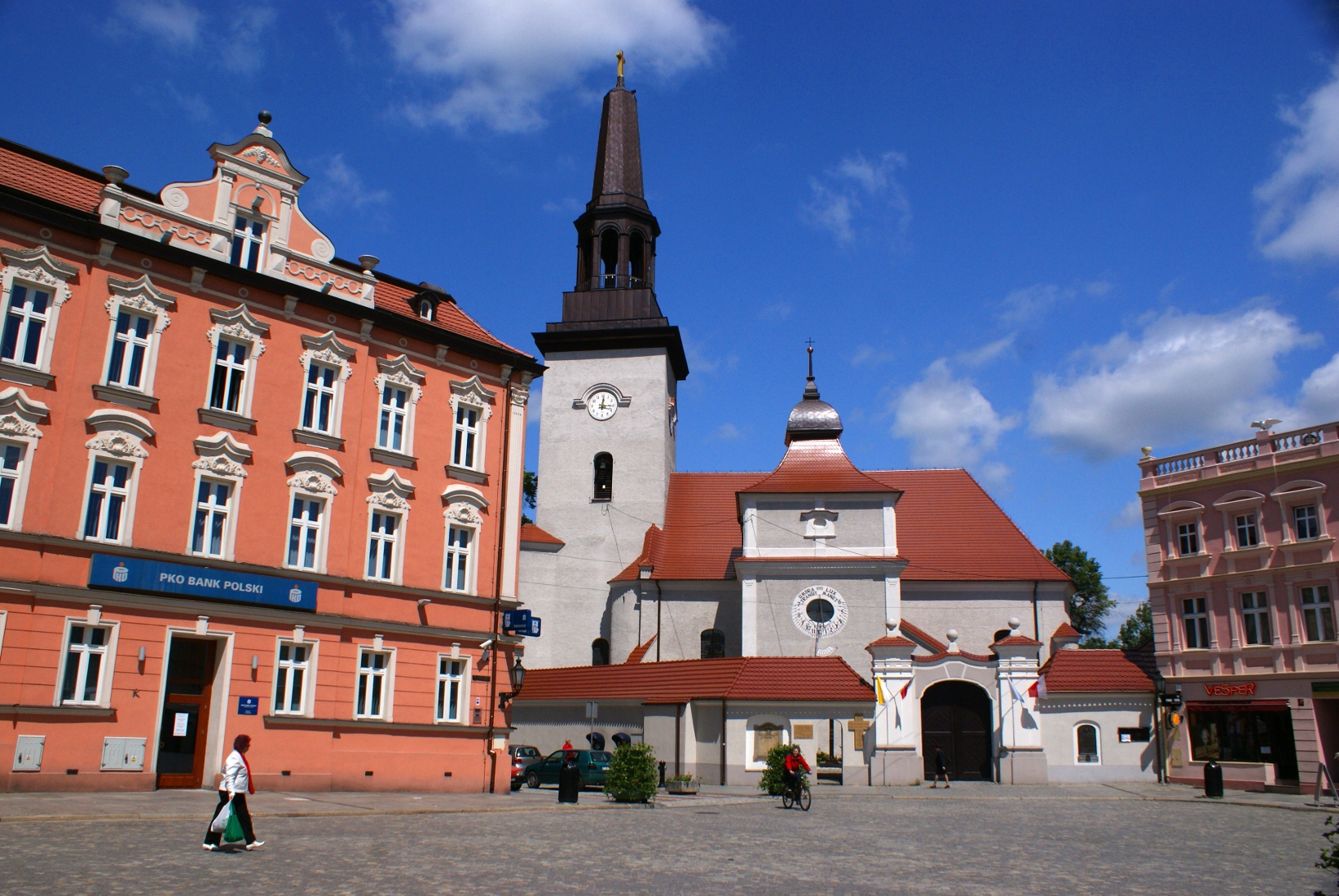
Kościół św. Marcina i dawny Hotel Polonia (obecnie oddział PKO BP)

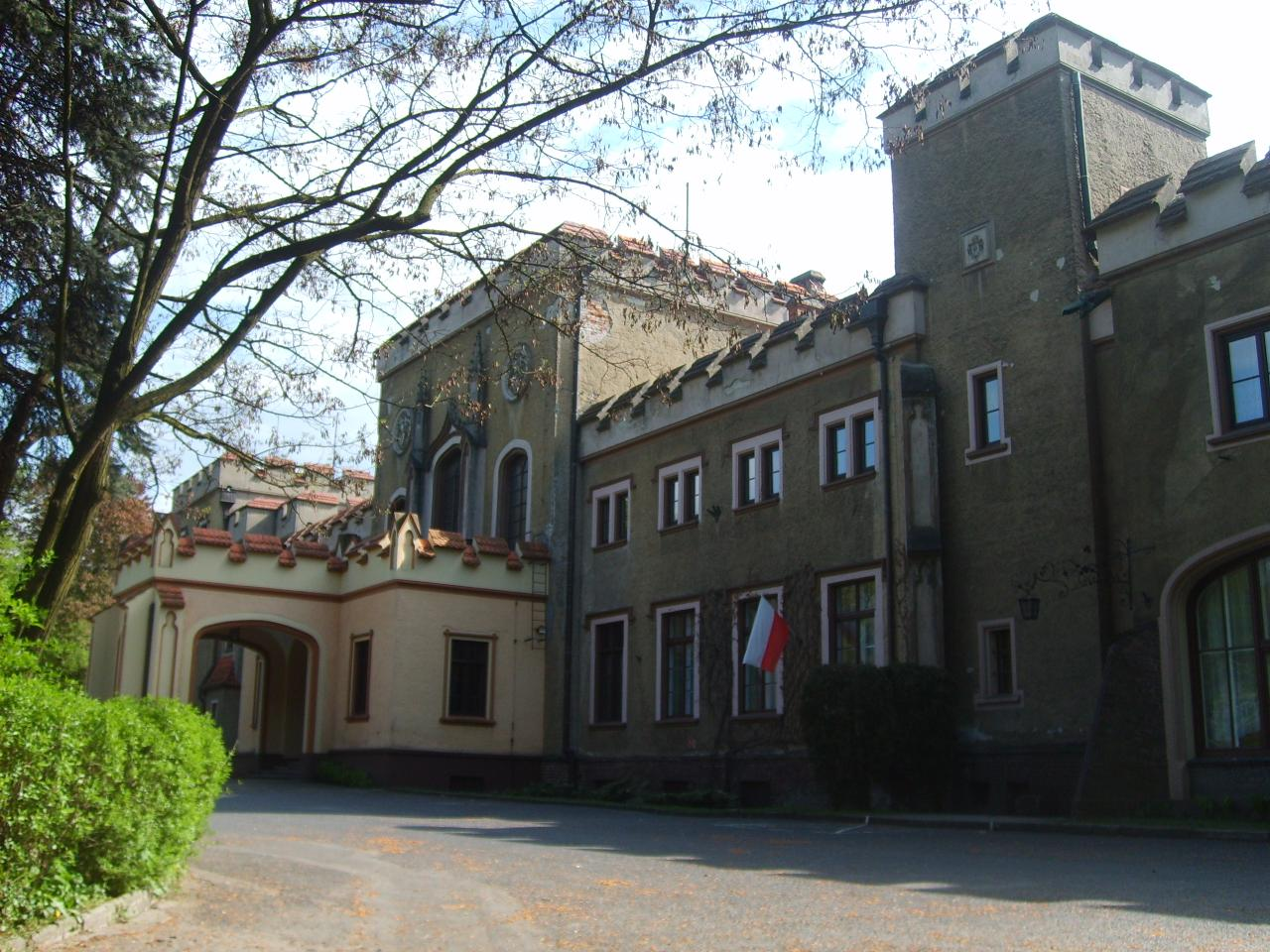
Pałac Radolińskich

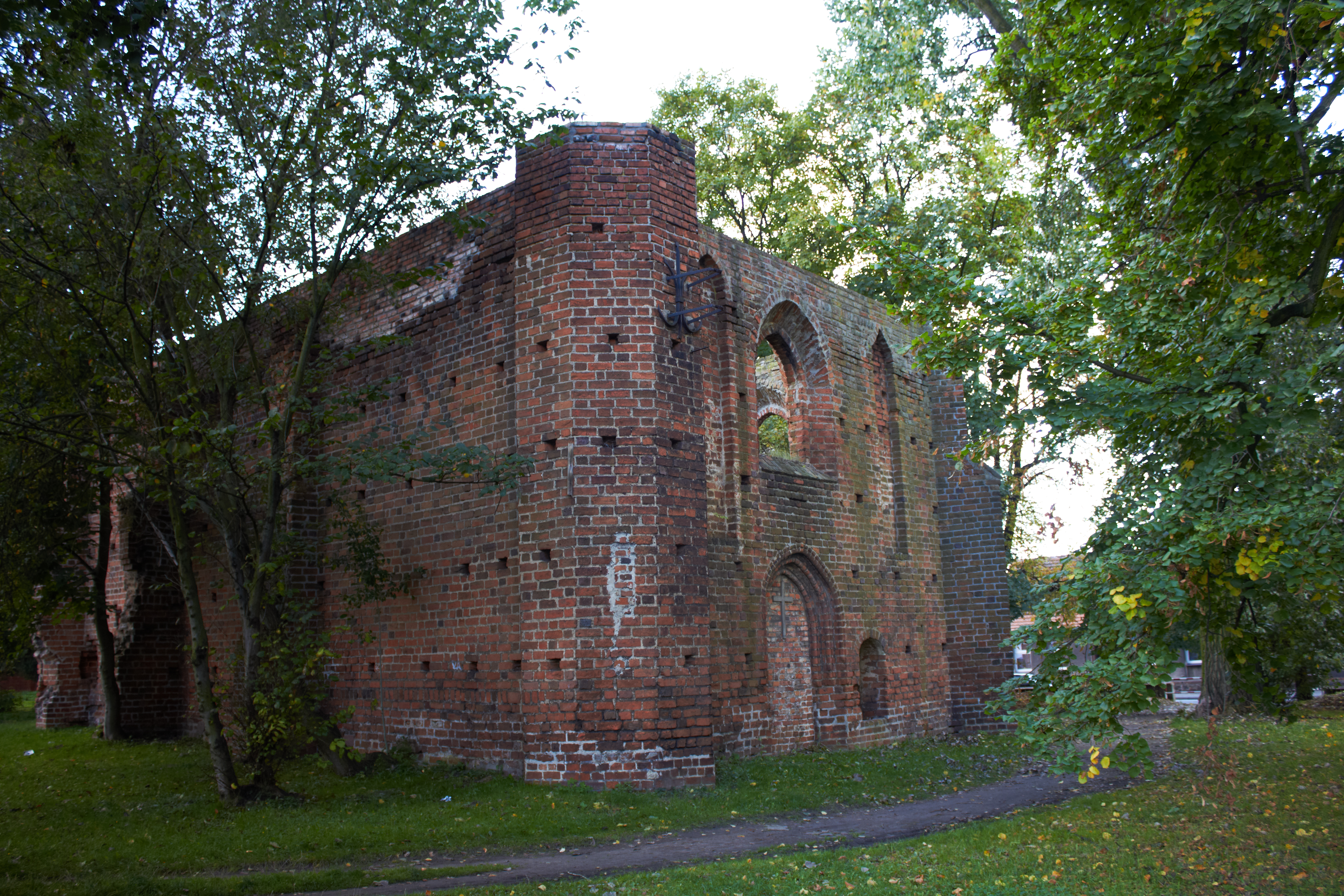
Ruiny kościoła św. Ducha

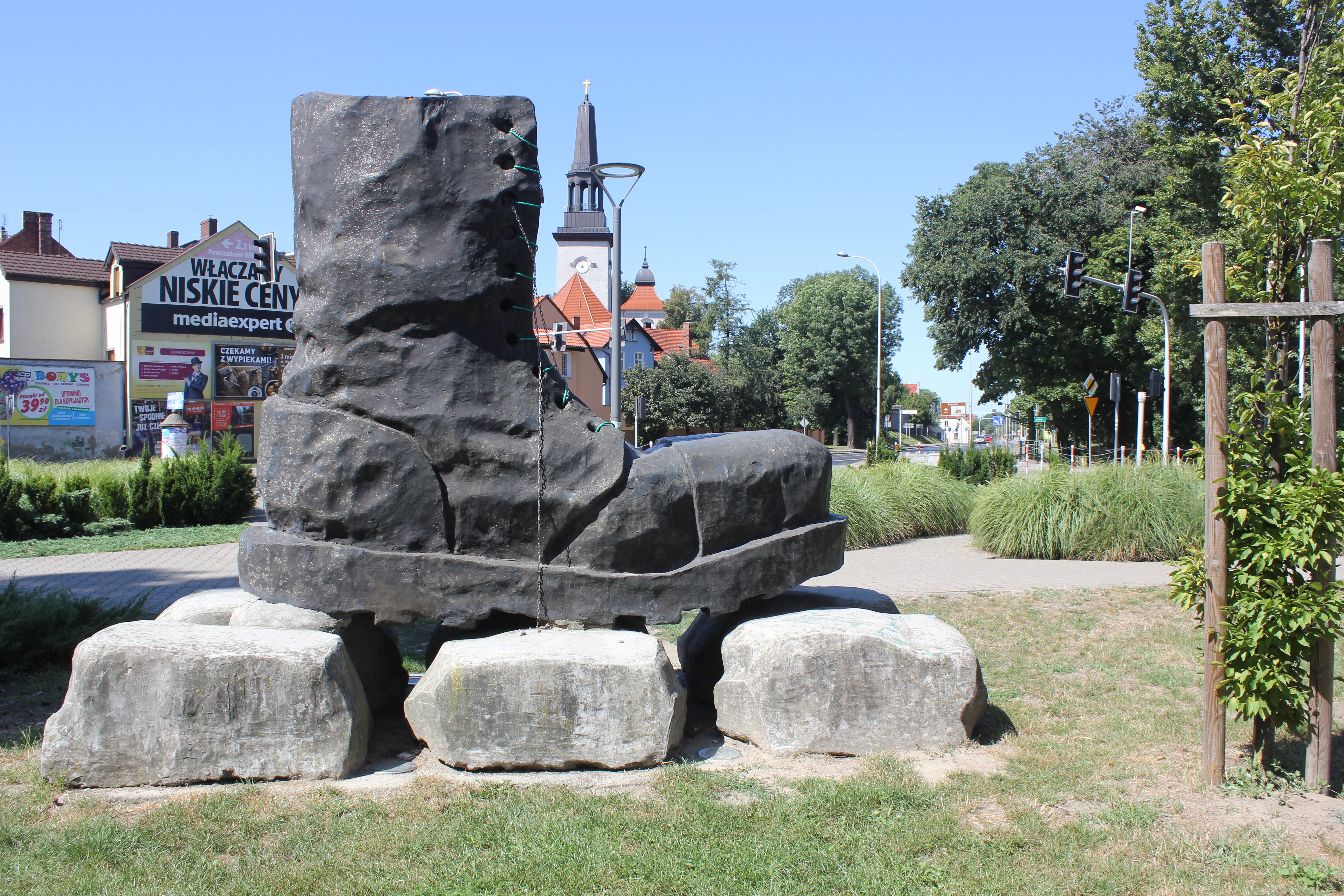
Pomnik glana

### Obiekty wpisane w rejestr zabytków
- Historyczny układ miasta (XIII w.)
- Kościół pw. św. Marcina z 1610 – wieża z hełmem z XIX wieku, wyposażenie wnętrz z XVII wieku, barokowe, rokokowe, klasycystyczne, na murze zegar słoneczny, przed kościołem dwa głazy narzutowe z wydrążonymi wnękami na kropielnice
- Ratusz wzniesiony w latach 1799–1804 z podcieniami, obecnie siedziba władz i Muzeum Regionalnego
- Zespół pałacowo-parkowy:
  - Pałac Radolińskich, neogotycki (1836–1850)
  - Skarbczyk w parku pałacowym – pozostałość średniowiecznego zamku, odbudowany przed 1894 (obecnie siedziba Muzeum Regionalnego)
  - ruiny gotyckiego kościoła pw. św. Ducha z 1516 (od 1856 w ruinie)
  - park krajobrazowy, założony w połowy XIX na terenach ogrodu przyzamkowego
- Kościół poewangelicki pw. św. Jerzego – Zbudowany w latach 1847–1848, gruntownie przebudowany na neoromański w 1894r. Nie tynkowany, jednonawowy z wieżą o ażurowym zwieńczeniu ostrosłupowym.
- Dworzec kolejowy – wybudowany w latach 1870–1875, piętrowy, nie tynkowany z malowidłami w nadokiennikach. Jest ostatnim zachowanym wielkim pruskim dworcem węzłowym na terenie Wielkopolski.
- Hotel Polonia – powstał w XIX wieku, jako reprezentacyjny obiekt hotelowy. Od 2007 roku mieści się w nim oddział PKO BP
- Cmentarz ewangelicko-augsburski (1777), wraz z bramą główną, kaplicą i domem grabarza (pocz. XX w.)
- Dom katolicki św. Józefa (1904) – budynek nawiązujący do stylów romańskiego i gotyckiego. Zbudowany został z czerwonej, klinkierowej cegły.
- Spichlerz (pocz. XIX w.) – budynek gospodarczy, obecnie znajduje się w nim muzeum Spichlerz Polskiego Rocka

### Pozostałe obiekty historyczne
- Kościół parafialny Chrystusa Króla (1930)
- Gmach Poczty Pruskiej (pocz. XX w.)
- Miejska wieża ciśnień (1903)
- Synagoga (I poł. XIX w.)
- Gmach Banku Spółdzielczego (II poł. XIX w.)
- Urząd miasta i gminy (1892)

### Pomniki
- Pomnik Jana Pawła II przy kościele pw. Chrystusa Króla
- Pamiątkowy głaz poświęcony „Solidarności” przy ul. Wyszyńskiego
- Pomniki mjra Zbigniewa Gorzeńskiego, powstańców Bronisława Kirchnera i Feliksa Łabędzkiego oraz pierwszego burmistrza po odzyskaniu niepodległości Franciszka Basińskiego w Parku Gorzeńskiego
- Pomnik glana
- Pomnik Jana Szyszki, ministra środowiska w latach 2015–2018, w Parku Szubianki[23]

## Transport

### Transport drogowy

#### Drogi krajowe
- 11 Kołobrzeg – Piła – Poznań – Jarocin – Ostrów Wielkopolski – Lubliniec – Bytom
  - S11 Obwodnica miasta: Wolica Pusta – Jarocin – Witaszyczki
- 12 Łęknica – Leszno – Jarocin – Kalisz – Radom – Dorohusk
- 15 Ostróda – Toruń – Gniezno – Jarocin – Trzebnica

#### Droga wojewódzka
- 443 Jarocin – Gizałki – Rychwał – Tuliszków

### Transport kolejowy

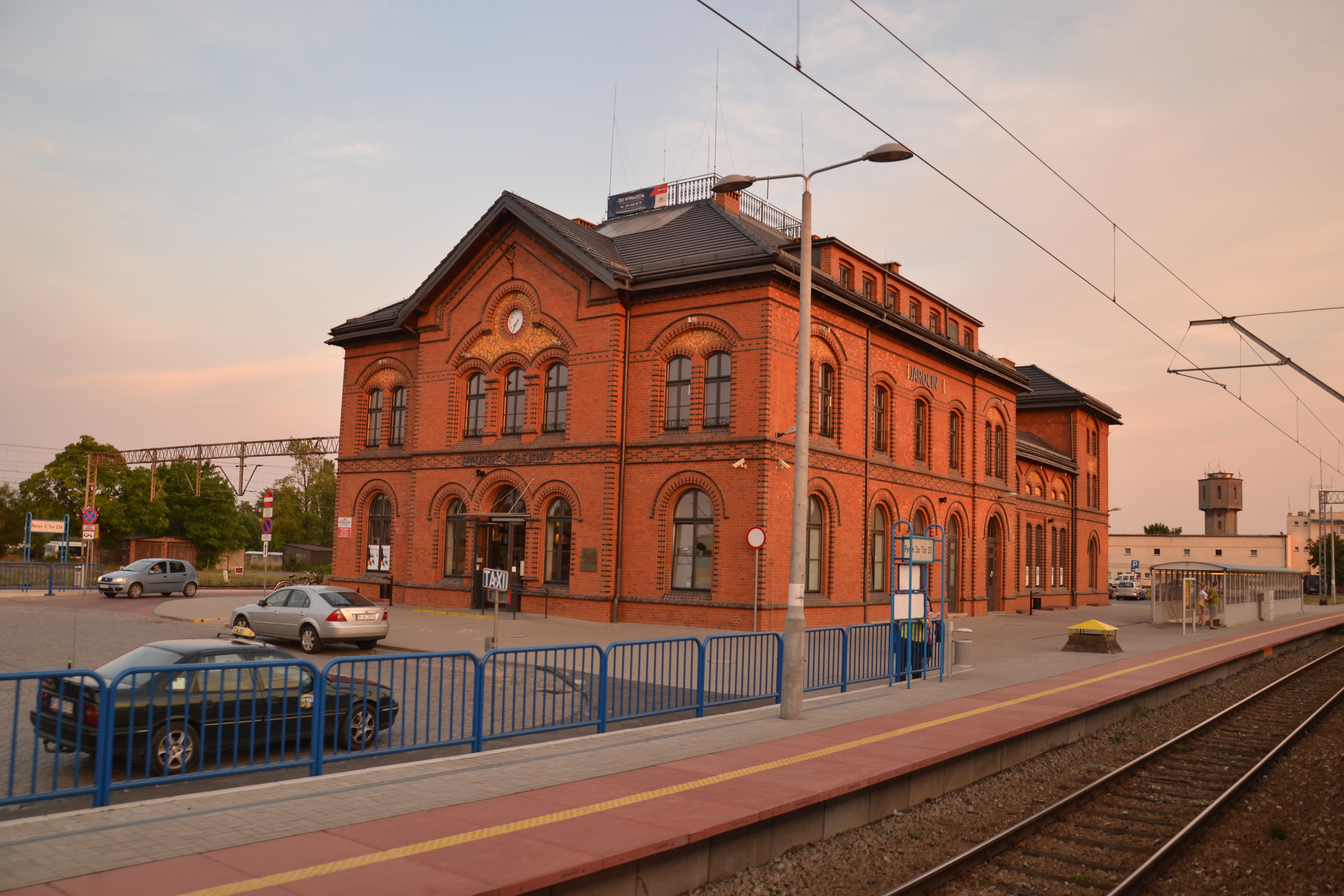
Dworzec kolejowy w Jarocinie

Jarocin jest jednym z największych węzłów kolejowych w Wielkopolsce. Krzyżują się tu następujące linie kolejowe.
- 272 Poznań – Jarocin – Ostrów Wielkopolski – Kępno – Kluczbork
- 281 Chojnice – Gniezno – Jarocin – Krotoszyn – Oleśnica
- 360 Jarocin – Gostyń – Leszno

Jarociński dworzec obsługuje również bezpośrednie połączenia dalekobieżne ze stacjami: Bielsko-Biała Gł., Bydgoszcz Gł., Częstochowa Stradom, Gdańsk Gł., Gdynia Gł., Kraków Płaszów, Łódź Kaliska, Szczecin Gł., Świnoujście, Wrocław Gł.

### Transport miejski
W Jarocinie oraz na terenie wiejskim gminy Jarocin operatorem w zakresie lokalnego transportu zbiorowego są Jarocińskie Linie Autobusowe.
Na terenie Jarocina funkcjonują również linie autobusowe obsługiwane przez innych przewoźników:
- Linia K: Koźmin Wielkopolski – Jarocin – Koźmin Wielkopolski, obsługiwana przez SCR „Centrol” Koźmin Wlkp
- Linia P2: Jarocin - Wyszki - Kotlin - Wyszki - Jarocin, obsługiwana przez Trans Pegaz

### Transport lotniczy
Najbliższe międzynarodowe porty lotnicze od Jarocina to: Port lotniczy Poznań-Ławica (ok. 70 km), Port lotniczy Wrocław-Strachowice (ok. 100 km) oraz Port Lotniczy Łódź-Lublinek (ok. 130 km). W 2014 przy ul. Szpitalnej oddano do użytku sanitarne lądowisko dla helikopterów.

## Szlaki turystyczne

### Szlaki piesze
- Jarocin – Golina – Borzęcice – Trzebin – Dobrzyca (19,8 km)
- Jarocin – Wilkowyja – Tarce – Lisew – Żerków – Brzostków – Śmiełów (24,5 km)
- Dworzec PKP – Kościuszki – Powstańców Wlkp. – kamienie księcia Radolina – grodzisko Cząszczew – osada nadleśnictwa – staw Zdrój – Wilkowyja – Bachorzew – Słupia – Słowików – ul. Wrocławska – Rynek – Al. Niepodległości – ul. Dworcowa – Dworzec PKP (30,2 km)

### Szlaki rowerowe
- Transwielkopolska Trasa Rowerowa, odcinek południowy: Poznań – Jarocin – Kalisz – Ostrów Wielkopolski – Siemianice (280 km)
- Jarocin – Nosków (14 km)

## Edukacja

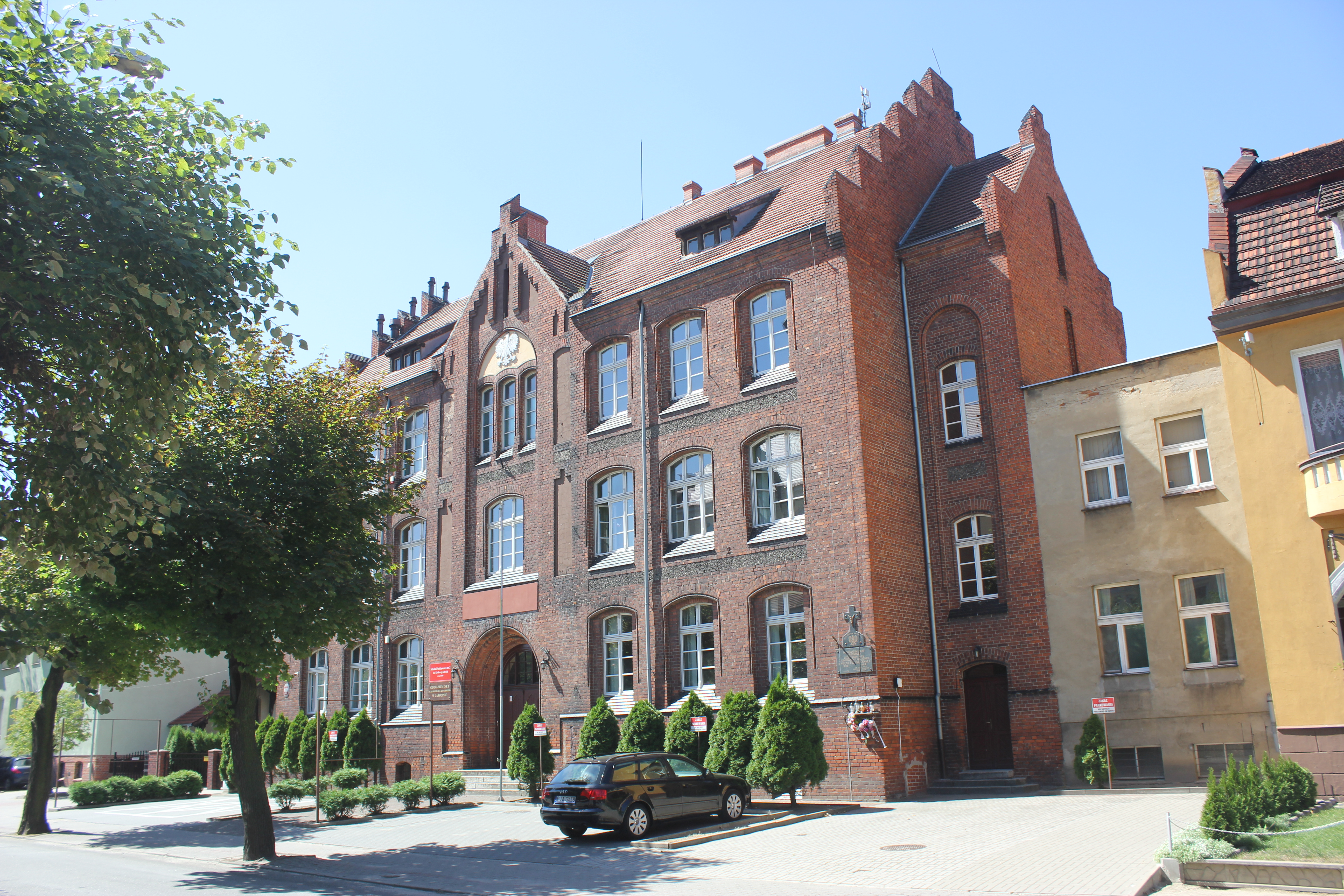
Gimnazjum nr 1 (obecnie Szkoła Podstawowa nr 2)

### Przedszkola
| Nazwa                                              | Rodzaj       | Adres                       |
| -------------------------------------------------- | ------------ | --------------------------- |
| Przedszkole nr 2 "Bajeczka"                        | Publiczne    | ul. M. Curie-Skłodowskiej 4 |
| Przedszkole "Promyczek"                            | Niepubliczne | ul. Batorego 11             |
| Przedszkole "Poziomka"                             | Niepubliczne | ul. Wrocławska 168          |
| Przedszkole "Jaś i Małgosia"                       | Niepubliczne | ul. Długa 44                |
| Przedszkole "Stokrotka"                            | Niepubliczne | ul. Hallera 8a              |
| Przedszkole z oddziałami integracyjnymi "Marcinek" | Niepubliczne | ul. Waryńskiego 5           |
| Przedszkole "Jarzębinka"                           | Niepubliczne | ul. Libercourt 1            |
| Przedszkole " Kraina Baśni"                        | Niepubliczne | ul. Zagonowa 47             |
| Dwujęzyczne przedszkole "Paddington"               | Niepubliczne | ul. Wrocławska 46a          |
| Przedszkole "Akademia Krasnali"                    | Niepubliczne | ul. Kościuszki 31           |
| Przedszkole "Geometryczny Świat"                   | Niepubliczne | ul. Siedlemińska 22a        |
| Przedszkole "HAPPY-KIDS"                           | Niepubliczne | ul. Hallera 4/33            |

### Szkoły podstawowe
| Nazwa                                      | Patron                                    | Rodzaj       | Adres                                  |
| ------------------------------------------ | ----------------------------------------- | ------------ | -------------------------------------- |
| Szkoła Podstawowa nr 2                     | Królowa Jadwiga                           | Publiczna    | al. Niepodległości 8 ul. Kościuszki 25 |
| Szkoła Podstawowa nr 3                     | ks. Jan Twardowski                        | Publiczna    | ul. Wrocławska 168                     |
| Szkoła Podstawowa nr 4                     | Władysław Broniewski                      | Publiczna    | ul. Curie-Skłodowskiej 4               |
| Szkoła Podstawowa nr 5                     | I Pułku Lotnictwa Myśliwskiego “Warszawa” | Publiczna    | ul. Waryńskiego 11                     |
| Szkoła Podstawowa Specjalna                | UNICEF                                    | Publiczna    | ul. Szubianki 21                       |
| Niepubliczna Szkoła Podstawowa             | Tadeusz Kościuszko                        | Niepubliczna | ul. Kościuszki 31                      |
| Społeczna Szkoła Podstawowa                |                                           | Niepubliczna | ul. Przemysłowa 1                      |
| Szkoła Podstawowa Akademia Dobrej Edukacji | Czesław Niemen                            | Niepubliczna | ul. Przemysłowa 3                      |

### Szkoły ponadpodstawowe
| Nazwa                               | Patron                 | Rodzaj       | Adres                |
| ----------------------------------- | ---------------------- | ------------ | -------------------- |
| I Liceum Ogólnokształcące           | Tadeusz Kościuszko     | Publiczna    | ul. Kościuszki 31    |
| Zespół Szkół Ponadpodstawowych nr 1 | Powstańcy Wielkopolscy | Publiczna    | ul. Franciszkańska 1 |
| Zespół Szkół Ponadpodstawowych nr 2 | Eugeniusz Kwiatkowski  | Publiczna    | ul. Franciszkańska 2 |
| Społeczne Liceum Ogólnokształcące   |                        | Niepubliczna | ul. Przemysłowa 1    |
| Akademia Dobrej Edukacji            | Czesław Niemen         | Niepubliczna | ul. Przemysłowa 3    |

### Inne
| Nazwa                         | Typ szkoły        | Adres              |
| ----------------------------- | ----------------- | ------------------ |
| Centrum Kształcenia Dorosłych | Szkoła policealna | ul. Kościuszki 14a |

W latach 1949–2002 działał pomaturalny Państwowy Ośrodek Kształcenia Bibliotekarzy im. Joachima Lelewela w Jarocinie, w latach 2001–2015 działała Wielkopolska Wyższa Szkoła Humanistyczno-Ekonomiczna w Jarocinie, latach 2005–2014 działał zamiejscowy Wydział Administracji Uniwersytetu Szczecińskiego w Jarocinie.

## Kultura

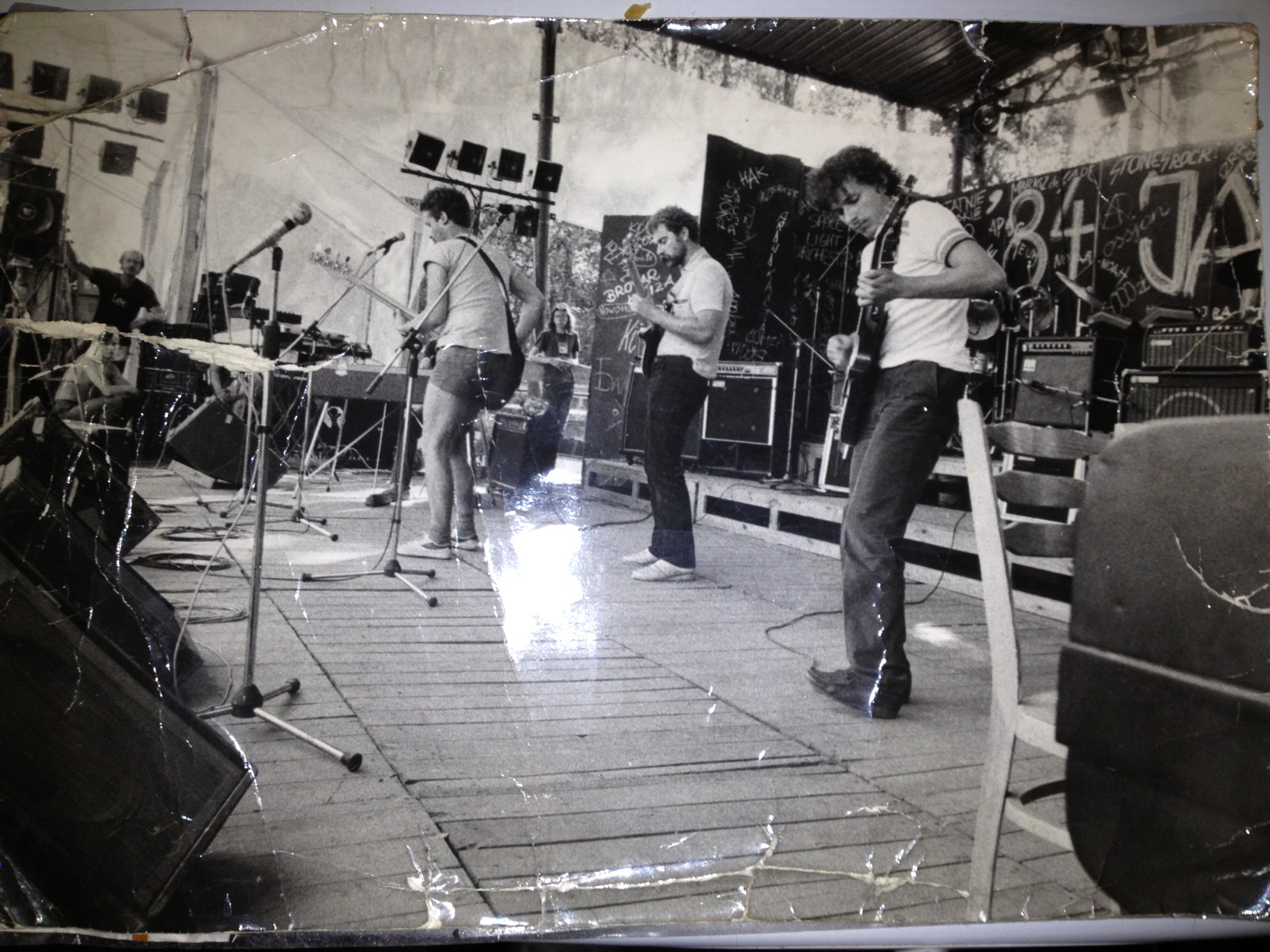
Festiwal w Jarocinie (1984)

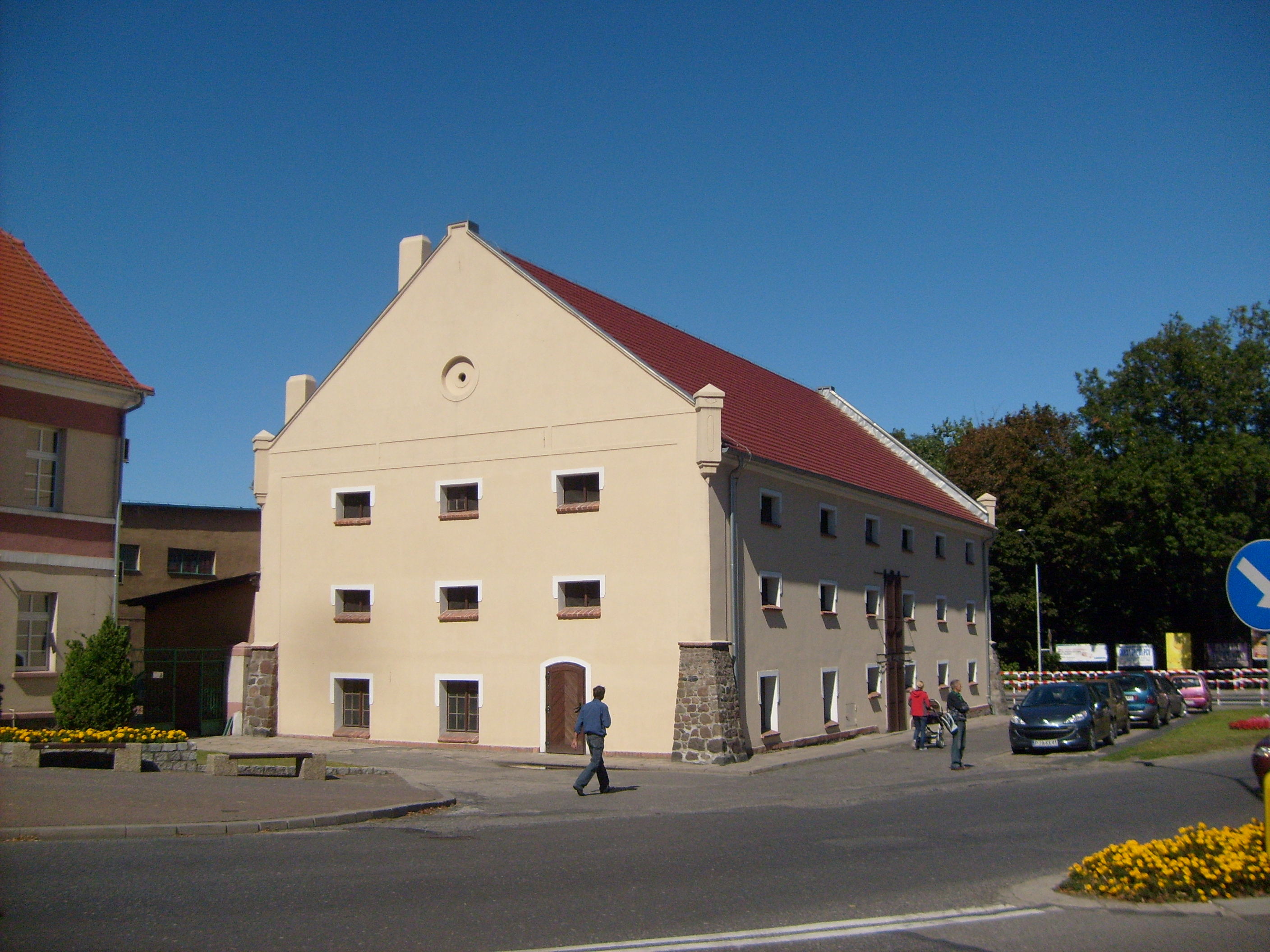
Spichlerz Polskiego Rocka (2013)

### Instytucje kultury
W Jarocinie działają dwie gminne instytucje kultury:
- Biblioteka Publiczna Miasta i Gminy Jarocin, założona w 1945; prowadzi filię Jarociński Ośrodek Kultury
- Muzeum Regionalne w Jarocinie, założone w 1960; prowadzi filię „Skarbczyk” i wystawę stałą „Spichlerz Polskiego Rocka”

Poza tym działają:
- społeczne Kino „Echo” im. Piotra Łazarkiewicza, prowadzone przez Stowarzyszenie Jarocin XXI
- społeczne Muzeum Parowozownia Jarocin, prowadzone przez Towarzystwo Kolei Wielkopolskiej w Jarocienie

W Jarocinie działa filia Książnicy Pedagogicznej im. Alfonsa Parczewskiego w Kaliszu.

### Festiwal w Jarocinie
Festiwal w Jarocinie był największym rockowym wydarzeniem w Europie Wschodniej. Jego początki sięgają 1970 roku, kiedy to debiutował jako skromna impreza muzyczna organizowana przez jarociński klub Olimp z inicjatywy Jacka Chudzika. Organizowany był pierwotnie pod nazwą Wielkopolskie Rytmy Młodych i pod tą nazwą występował aż do 1979 roku. W najbardziej popularnej formie w 1980 roku z inicjatywy Waltera Chełstowskiego. Występowało na nim wiele znanych polskich zespołów, takich jak: Dżem, Maanam, TSA, T.Love czy Republika. Ostatni raz przed reaktywacją festiwal odbył się w 1994 i zakończył zamieszkami uczestników z policją. Wznowienie wydarzenia miało miejsce w roku 2005 i co roku gromadzi fanów z całej Polski.
W Jarocinie odbywa się festiwal muzyki klubowej Sounds of Freedom.
W latach 2017–2018 odbywał się Disco Stars Festiwal, festiwal muzyki disco polo.

## Gospodarka

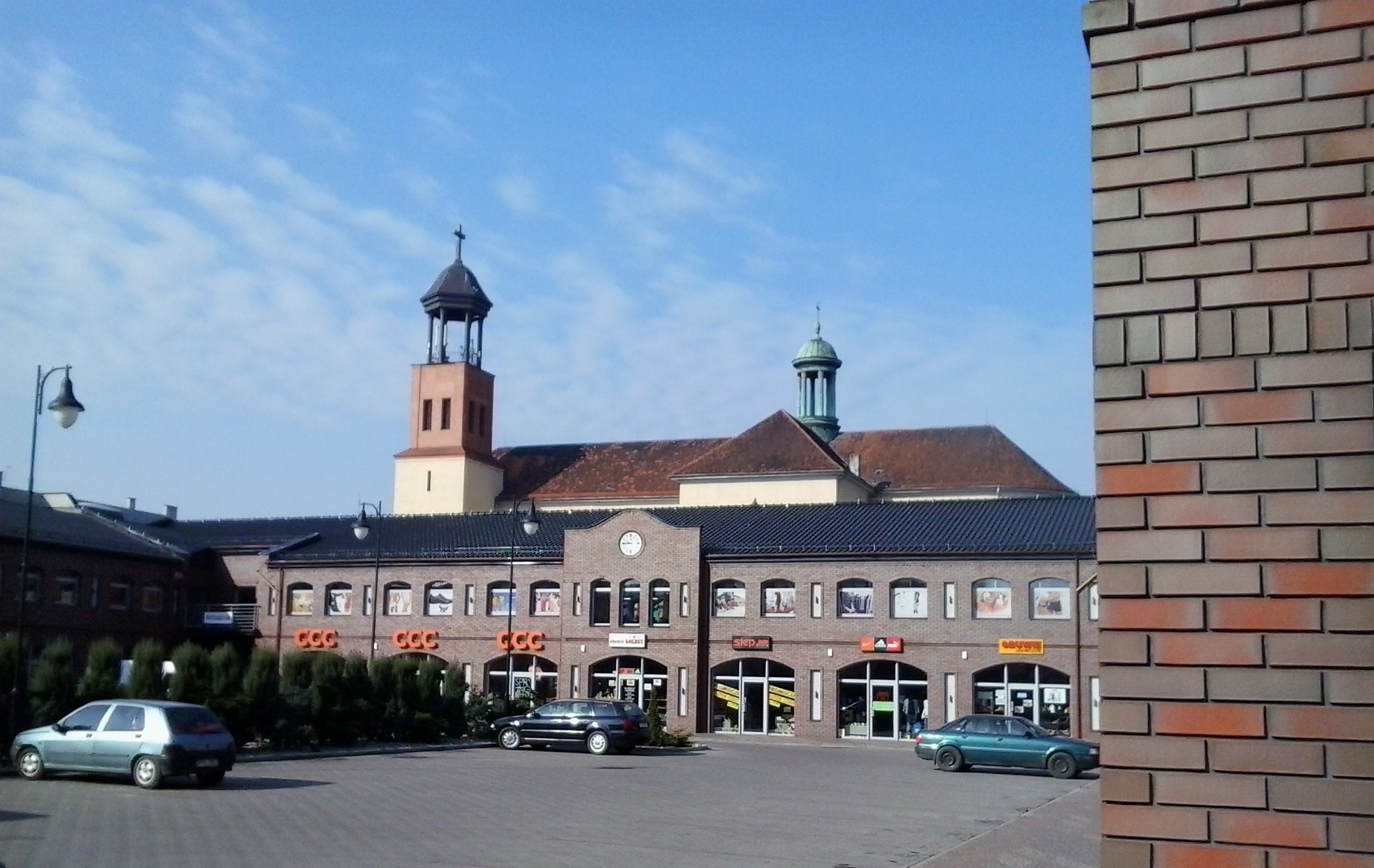
Galeria Jarocińska

Od początku swojego istnienia Jarocin był miastem kupieckim. Krzyżowały się tutaj szlaki handlowe z Torunia do Wrocławia, oraz z Poznania do Kalisza, dzięki czemu rozwinęły się tu handel, oraz rzemiosło. Dynamiczny rozwój miasta przypadł na koniec XIX wieku, kiedy miasto stało się węzłem kolejowym. Potroiła się wówczas liczba mieszkańców do 6250 osób.
Obecnie Jarocin leży w obrębie Wałbrzyskiej Specjalnej Strefy Ekonomicznej. Posiada również około 50 ha wolnych terenów inwestycyjnych na terenie miasta. Powołano także spółki komunalne zajmujące się gospodarką wodno-ściekową, gospodarowaniem odpadami komunalnymi i budownictwem. Większość istniejących zakładów przemysłowych mieści się w zachodniej części miasta. Do największych przedsiębiorstw należ
1. RBB Stal - prowadzące stalowe centrum serwisowe oraz zakład zajmujący się kompleksową obróbka stali
2. P11 Group - Producent reklam indoor & outdoor
3. Hydro Marko - zajmujące się kompleksową realizacją inwestycji w zakresie budownictwa obiektów gospodarki wodno-ściekowej oraz przemysłowych.
4. Drobud - Przedsiębiorstwo robót drogowych
5. Biernacki - Zakład Przemysłu Mięsnego
6. Etos - producent produktów paszowych
7. PYLON S.A. - producent głośników i akcesorii muzycznych
8. GOPOL Sp. z o.o. - producent profesjonalnych narzędzi do mechanicznej obróbki drewna
9. P.P.H.U. JAMIKS Krystyna Szulc - producent nakryć głowy
10. P.H.U. Augusto-Jarocin - producent produktów spożywczych
11. IZOLACJA JAROCIN S.A. - producent wyrobów hydroizolacyjnych
12. Zakłady Drobiarskie Farmio Sp. z o.o. – Zakład drobiarski
13. Soho Investments Sp. z o.o. – deweloper
14. Martin Bauer Polska Sp. z o.o. – producent ziół i herbat

Dodatkowo działają spółki gminne:
| Jarocińskie Linie Autobusowe Sp. z o.o.                    | lokalny transport zbiorowy                                                                                             | https://www.jlajarocin.pl/  |
| Jarocińskie Towarzystwo Budownictwa Społecznego Sp. z o.o. | budowa budynków wielorodzinnych, administrowanie Wspólnotami Mieszkaniowymi, sprawowanie zarządu budynkami             | http://jtbs.com.pl/         |
| Jarocińska Agencja Rozwoju Sp. z o.o.                      | telekomunikacja reklama udzielanie poręczeń i pożyczek                                                                 | https://jarjarocin.pl/      |
| Przedsiębiorstwo Wodociągów i Kanalizacji Sp. z o.o.       | produkcja wody, oczyszczanie ścieków                                                                                   | https://pwikjarocin.pl/     |
| Jarocin Sport Sp. z o.o.                                   | usługi hotelarskie, usługi konferencyjne, budowa i modernizacja obiektów publicznych (sale sportowe, boiska, aquapark) | http://www.jarocinsport.pl/ |
| Wielkopolskie Centrum Recyklingu Sp. z o.o.                | mechaniczno-biologiczne przetwarzanie odpadów                                                                          | https://wcr-jarocin.pl/     |
| Zakład Usług Komunalnych Sp. z o.o.                        | budowa i modernizacja infrastruktury oświetleniowej, zarządzanie cmentarzem komunalnym, targowiskiem miejskim          | https://www.zuk-jarocin.pl/ |
| Energia Jarocin Sp. z o.o.                                 | dostarczanie energii elektrycznej                                                                                      | http://energia-jarocin.pl/  |

### Inwestycje
W Jarocinie znajduje się kilka wielkopowierzchniowych sklepów handlowych, takich jak Lidl, Biedronka, Kaufland i Intermarche, oraz galerie handlowe Multishop, Galeria Jarocińska i Tobena.
W 2017 r. została oddana do użytku obwodnica Jarocina S11 wraz z łącznikiem, o wspólnej długości ponad 13 km (10 km drogi ekspresowej i 3 km łącznika o statusie drogi krajowej) Koszt inwestycji wyniósł okolo 330 mln zł. W związku z jej powstaniem, w mieście wybudowano kilka kilometrów dróg łączących centrum miasta z obwodnicą.
Miasto stało się pierwszym beneficjentem rządowego programu Mieszkanie Plus, obecnie Jarocin jest liderem w skali kraju.
W wyniku realizacji w latach 2018–2020 inwestycji zostało obecnie oddanych do użytkowania:
– 96 mieszkań w Siedleminie przy ul. Głównej 38 A-C (inwestycja zakończona w połowie kwietnia 2018 r.)
– 120 mieszkań w Jarocinie przy ul. Siedlemińskiej 40, 42 (inwestycja zakończona z końcem maja 2018 r.)
– 42 mieszkania w Jarocinie przy ul. Leszczyce 25, 25A (inwestycja zakończona w połowie lipca 2018 r.)
– 108 mieszkań w Jarocinie przy ul. Siedlemińskiej 44, 46 (inwestycja zakończona w połowie czerwca 2020 r.)
Obecnie trwa budowa kolejnych mieszkań czynszowych w nowej lokalizacji. W Witaszycach przy ul. Zapłocie 1A powstanie 30 nowych mieszkań.
Od roku 2018 przeprowadzana jest rewitalizacja jarocińskiej zieleni miejskiej, parków i skwerów oraz Starego Miasta.
W latach 2018–2023 wybudowano 39 067 m dróg, natomiast ścieżek rowerowych przeszło 8 900 m.

## Wspólnoty wyznaniowe

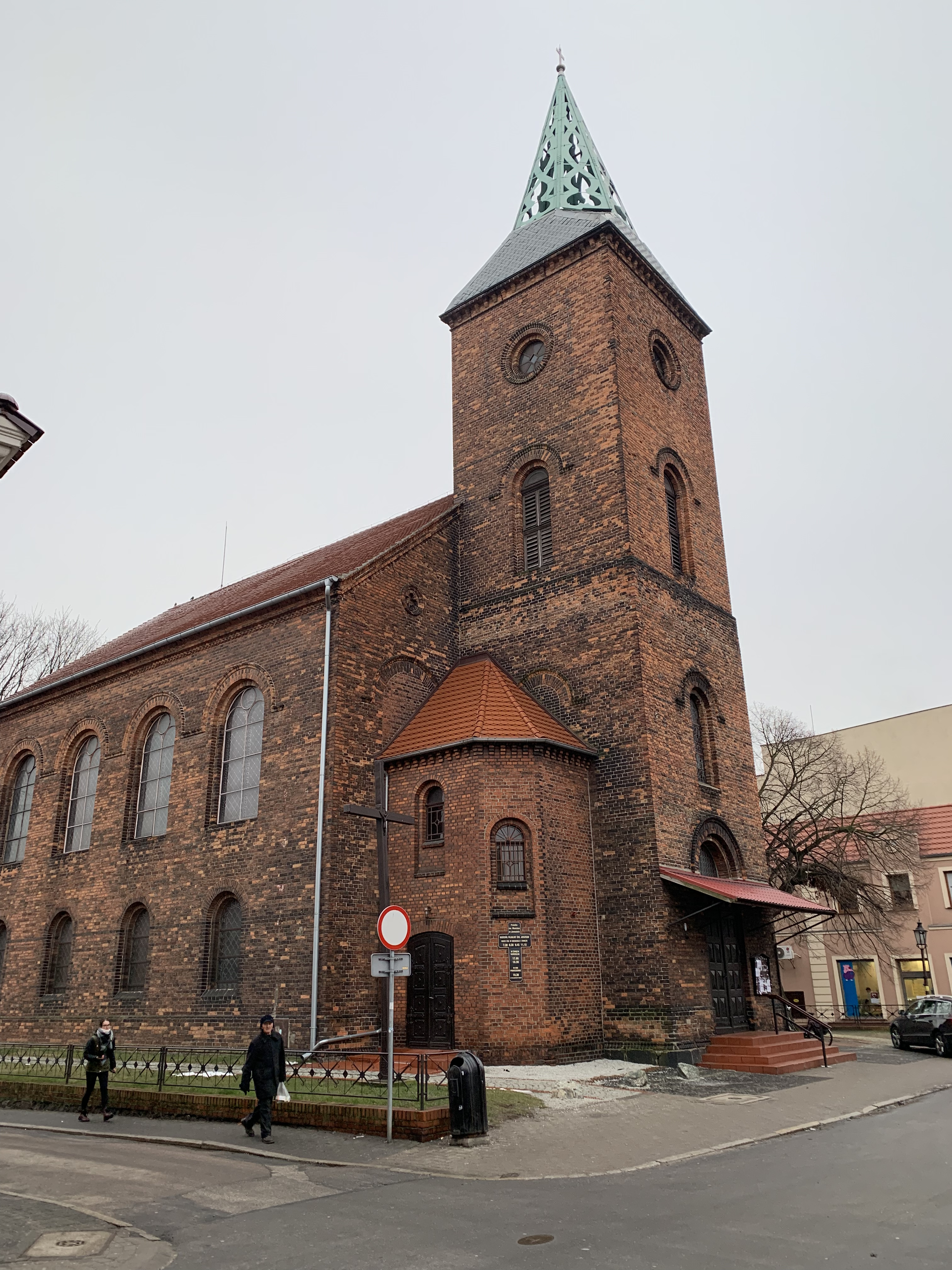
Poewangelicki kościół św. Jerzego

Na terenie miasta działalność religijną prowadzą następujące Kościoły i związki wyznaniowe:
- Chrześcijańska Wspólnota Ewangeliczna:
  - zbór w Jarocinie, ul. Kościuszki 34[26]
- Kościół greckokatolicki:
  - ośrodek duszpasterski w Jarocinie, nabożeństwa prowadzone są w rzymskokatolickim kościele św. Jerzego przy ul. Wrocławskiej 10[27][28][29]
- Kościół rzymskokatolicki:
  - parafia pw. św. Marcina, ul. Kardynała Wyszyńskiego 3, do parafii należy także kościół  św. Jerzego[30]
  - parafia pw. Matki Bożej Fatimskiej, ul. Warciana 76[31]
  - parafia św. Antoniego Padewskiego (z klasztorem oo. franciszkanów), ul. Franciszkańska 3[32]
  - parafia pw. Chrystusa Króla, ul. Padewskiego 9[33]
  - parafia Wojskowa pw. św. Zygmunta[34]
- Kościół Zielonoświątkowy:
  - zbór w Jarocinie, ul. Ceglana 1B[35]
- Świadkowie Jehowy:
  - zbór Jarocin-Wschód (w tym grupa języka migowego)[36]
  - zbór Jarocin-Zachód (Sala Królestwa ul. Brdowa 12)[36]

## Patron
Patronem miasta Jarocina jest św. Marcin. Fakt ten został potwierdzony przez Radę Miejską w Jarocinie 1 marca 1996 roku oraz ks. Biskupa Kaliskiego Stanisława Napierałę 12 stycznia 1997 roku. 11 listopada 2005 r. w holu jarocińskiego ratusza odsłonięty został witraż z wizerunkiem św. Marcina. Dni Patrona Miasta obchodzone są 11 listopada oraz w najbliższy weekend towarzyszący tej dacie. Tradycją wpisaną w obchody Dni Patrona Miasta jest przejazd św. Marcina na koniu po jarocińskim rynku.

## Wojsko
W Jarocinie stacjonuje 16 Jarociński Batalion Remontu Lotnisk.

## Sport
- Jarociński Klub Sportowy Jarota Jarocin, klub piłkarski grający w sezonie 2018/2019 w III lidze polskiej
- Jarociński Klub Szachowo-Warcabowy – JKSz-W Jarocin, klub szachowy grający w III lidze seniorów.

Klub sukcesy zawdzięcza głównie juniorom, którzy już od kilku lat godnie reprezentują powiat jarociński w mistrzostwach Wielkopolski, makroregionu, Polski, a nawet Europy i Świata.
- UKS Jedynka Jarocin, klub taekwondo, istnieje od 1999 roku[39]
- UKS Trójka Jarocin, klub kolarstwa górskiego istniejący pod różnymi nazwami od 1997 roku.
- MUKS „Wimbledon”, klub tenisa ziemnego, istnieje od 2009 roku.
- TKS Siatkarz Jarocin [siatkówka]
- ASG Jarocin
- RK Sparta Jarocin [rugby]
- IPPON Jarocin [judo]
- TKKF Jarocin [karate kyokushin]
- K.S. Pirania Jarocin [pływanie][40]
- MUKS Białe Tygrysy Jarocin [taekwondo]
- Muay Thai Jarocin [muay thai / mma]
- Atlas Fight Club Jarocin [brazylijskie jiu jitsu / mma]
- Atlas Fitness Club
- Victoria Jarocin
- UKS piątka Jarocin
- parkrun Park Radolińskich[41]
- Hockey Rock Jarocin [hokej na lodzie]

## Miasta partnerskie
| Miasto      | Kraj     | Data podpisania umowy |
| ----------- | -------- | --------------------- |
| Libercourt  | Francja  | 25.03.1978 r.         |
| Veldhoven   | Holandia | 02.05.1995 r.         |
| Hatvan      | Węgry    | 27.06.1997 r.         |
| Schlüchtern | Niemcy   | 24.10.2003 r.         |
| Aleksandria | Ukraina  | 03.06.2004 r.         |
| Słonim      | Białoruś | 20.11.2018 r.         |
| Opoczno     | Polska   | 09.11.2019 r.         |